# Parafia św. Mateusza w Goleszynie
Parafia pw. Świętego Mateusza w Goleszynie – parafia rzymskokatolicka należąca do dekanatu sierpeckiego, diecezji płockiej, metropolii warszawskiej. 

## Miejsca święte

### Kościół parafialny
Kościół pw. św. Mateusza w Goleszynie